# 1996年の音楽
1996年の音楽（1996ねんのおんがく）では、1996年（平成8年）の音楽分野に関する出来事について記述する。
1995年の音楽-1996年の音楽-1997年の音楽

## 概要・できごと
- 日本でのCDプレーヤーの普及率 56.8% (内閣府「消費動向調査」)[1]。
- 2月に発売された「名もなき詩」（Mr.Children）がオリコン初動セールス約120万枚を記録。
- 日本で前年に引き続き小室ブーム[注 1]。週間オリコンシングルチャートのトップ10に小室哲哉の作品が1曲も入らない週が2回しか無かった。
- Mr.Childrenを筆頭としたトイズファクトリー勢のセールスが上昇した。SPEEDがデビューし、2000年3月の解散（のち2008年に再結成）までヒット曲を連発した。

## 詳細
- 2月 - 2月19日付のオリコンシングルチャートで、Mr.Children『名もなき詩』が、1週間で約120万枚を売り上げ、シングル1週間売り上げ当時歴代1位となった。
- 3月 - Winkが3月31日を以って活動停止。
- 4月 - 4月15日付のオリコンシングルチャートで、小室哲哉の作品（安室奈美恵『Don't wanna cry』、華原朋美『I'm Proud』、globe『FREEDOM』、dos『Baby baby baby』、trf『Love&Peace Forever』）が、1位～5位を独占した。
- 5月 - SMAPの森且行が脱退。
- 5月31日 - プリンセス・プリンセスが日本武道館ラスト公演で解散[注 2]。
- 10月5日 - フジテレビ系『LOVE LOVE あいしてる』放送開始。デビュー当時、テレビ局スタッフとトラブルがあってテレビ出演しなかった吉田拓郎と当時CDデビュー前だったジャニーズJr.のKinKi Kidsが共に司会を務めた。
- 11月7日 - 米米CLUBが解散を発表。
- 12月31日 - 第47回NHK紅白歌合戦
  - 紅組トリ - 坂本冬美、白組トリ（大トリ） - 北島三郎
  - 初出場 - 相川七瀬、ウルフルズ、門倉有希、華原朋美、globe、憲三郎&ジョージ山本、JUDY AND MARY、玉置浩二、ラッツ&スター

## 洋楽シングル
- 2パック、ロジャー & ドクター・ドレー - 「カリフォルニア・ラブ」
- ビートルズ – 「フリー・アズ・ア・バード」
- カーディガンズ - 「ラヴフール」
- マライア・キャリー & ボーイズIIメン - 「ワン・スウィート・デイ」
- セリーヌ・ディオン - 「ビコーズ・ユー・ラヴド・ミー」
- ジェニュワイン – 「ポニー」[2]
- クーラ・シェイカー – 「タットヴァ」
- ジャミロクワイ - 「ヴァーチャル・インサニティ」
- ジョージ・マイケル - 「ファストラブ」
- ザ・プロディジー – 「ブリーズ」
- Rancid – Ruby Soho
- Rancid – Time Bomb
- Robyn – Do You Know (What it Takes)
- ロクセット – 「ジューン・アフターヌーン」「シー・ダズント・リヴ・ヒア・エニモア」
- ロス・デル・リオ - 「恋のマカレナ」
- クーラ・シェイカー – 「タットヴァ」
- Skee-Lo – I Wish
- Suede – Beautiful Ones
- Suede – Trash
- ジョーン・オズボーン – 「ワン・オブ・アス」[3]。
- スウィング・アウト・シスター - 「あなたにいてほしい」
- スパイス・ガールズ – 「ワナビー」
- スパイス・ガールズ – Say You'll Be There
- スマッシング・パンプキンズ – 「1979」
- テイク・ザット – How Deep is Your Love

## 洋楽アルバム
- アリーヤ – One in a Million
- Alice in Chains – Alice in Chains
- Alice in Chains – MTV Unplugged
- トーリ・エイモス – Boys for Pele
- Anathema – Eternity
- Anti-Flag – Die for the Government
- The Ark – The Ark EP
- アッシュ – 1977
- Bad Religion – The Gray Race
- ベック – Odelay
- Better Than Ezra – Friction, Baby
- ジョージ・マイケル - 『オールダー』
- マニック・ストリート・プリーチャーズ - 『エヴリシング・マスト・ゴー』
- メタリカ - 『ロード』
- レイジ・アゲインスト・ザ・マシーン『イーヴィル・エンパイア』
- トニー・リッチ – 「ワーズ」[4]

## 総合シングル年間TOP50 (日本)
※集計期間 1995年12月4日付 - 1996年11月25日付
データ集計会社 オリコン
- 1位 Mr.Children：「名もなき詩」
- 2位 globe：「DEPARTURES」
- 3位 久保田利伸 with NAOMI CAMPBEL：「LA・LA・LA LOVE SONG」
- 4位 スピッツ：「チェリー」
- 5位 Mr.Children：「花 -Mémento-Mori-」
- 6位 スピッツ：「空も飛べるはず」
- 7位 サザンオールスターズ：「愛の言霊 〜Spiritual Message」
- 8位 華原朋美：「I'm proud」
- 9位 安室奈美恵：「Don't wanna cry」
- 10位 安室奈美恵：「Chase the Chance」
- 11位 B'z：「ミエナイチカラ 〜INVISIBLE ONE〜／MOVE」
- 12位 B'z：「Real Thing Shakes」
- 13位 安室奈美恵：「You're my sunshine」
- 14位 松田聖子：「あなたに逢いたくて 〜Missing You〜／明日へと駆け出してゆこう」
- 15位 PUFFY：「アジアの純真」
- 16位 PUFFY：「これが私の生きる道」
- 17位 MY LITTLE LOVER：「ALICE」
- 18位 JUDY AND MARY：「そばかす」
- 19位 ZARD：「マイ フレンド」
- 20位 セリーヌ・ディオン with クライズラー&カンパニー：「TO LOVE YOU MORE」
- 21位 シャ乱Q：「いいわけ／こんなにあなたを愛しているのに」
- 22位 藤井フミヤ：「Another Orion」
- 23位 相川七瀬：「恋心」
- 24位 大黒摩季：「熱くなれ」
- 25位 玉置浩二：「田園」
- 26位 YEN TOWN BAND：「Swallowtail Butterfly 〜あいのうた〜」
- 27位 華原朋美：「save your dream」
- 28位 SMAP：「青いイナズマ」
- 29位 スピッツ：「渚」
- 30位 ポケットビスケッツ：「YELLOW YELLOW HAPPY」
- 31位 GLAY：「BELOVED」
- 32位 ZARD：「心を開いて」
- 33位 Mr.Children：「マシンガンをぶっ放せ -Mr.Children Bootleg-」
- 34位 近藤真彦：「ミッドナイト・シャッフル」
- 35位 H Jungle With t：「FRIENDSHIP」
- 36位 ウルフルズ：「ガッツだぜ!!」
- 37位 SMAP：「はだかの王様 〜シブトクつよく〜」
- 38位 華原朋美：「I BELIEVE」
- 39位 THE YELLOW MONKEY：「JAM／Tactics」
- 40位 GLAY：「グロリアス」
- 41位 globe：「Can't Stop Fallin' in Love」
- 42位 THE YELLOW MONKEY：「SPARK」
- 43位 globe：「Is this love」
- 44位 FIELD OF VIEW：「DAN DAN 心魅かれてく」
- 45位 SPEED：「Body & Soul」
- 46位 ウルフルズ：「バンザイ 〜好きでよかった〜」
- 47位 X JAPAN：「Forever Love」
- 48位 奥田民生：「イージュー★ライダー」
- 49位 SMAP：「胸さわぎを頼むよ」
- 50位 シャ乱Q：「My Babe 君が眠るまで」

## 総合アルバム年間TOP50 (日本)
※集計期間 1995年12月4日付 - 1996年11月25日付
データ集計会社 オリコン
- 1位 globe：『globe』
- 2位 安室奈美恵：『SWEET 19 BLUES』
- 3位 B'z：『LOOSE』
- 4位 大黒摩季：『BACK BEATs #1』
- 5位 MY LITTLE LOVER：『evergreen』
- 6位 Mr.Children：『深海』
- 7位 サザンオールスターズ：『Young Love』
- 8位 DREAMS COME TRUE：『LOVE UNLIMITED∞』
- 9位 華原朋美：『LOVE BRACE』
- 10位 相川七瀬：『Red』
- 11位 カーペンターズ：『青春の輝き〜ベスト・オブ・カーペンターズ』
- 12位 ZARD：『TODAY IS ANOTHER DAY』
- 13位 シャ乱Q：『シングルベスト10★おまけつき★』
- 14位 吉田美和：『beauty and harmony』
- 15位 松任谷由実：『KATHMANDU』
- 16位 シャ乱Q：『勝負師』
- 17位 T-BOLAN：『SINGLES』
- 18位 ウルフルズ：『バンザイ』
- 19位 TUBE:『TUBEst II』
- 20位 スピッツ：『インディゴ地平線』
- 21位 trf：『BRAND NEW TOMORROW』
- 22位 安室奈美恵：『DANCE TRACKS VOL.1』
- 23位 JUDY AND MARY：『MIRACLE DIVING』
- 24位 布袋寅泰：『King & Queen』
- 25位 CAGNET：『ロングバケーション』
- 26位 WANDS：『SINGLES COLLECTION+6』
- 27位 hitomi：『by myself』
- 28位 DREAMS COME TRUE：『7月7日、晴れ サウンドトラック』
- 29位 PUFFY：『amiyumi』
- 30位 LUNA SEA：『STYLE』
- 31位 YEN TOWN BAND：『MONTAGE』
- 32位 マライア・キャリー：『デイドリーム』
- 33位 山下達郎：『TREASURES』
- 34位 ラッツ&スター：『BACK TO THE BASIC 〜The Very Best of RATS&STAR〜』
- 35位 氷室京介：『MISSING PIECE#12』
- 36位 Me&My：『ドゥビ・ドゥビ（英語版）』
- 37位 尾崎豊：『愛すべきものすべてに -YUTAKA OZAKI BEST』
- 38位 TUBE：『Only Good Summer』
- 39位 DEEN：『I wish』
- 40位 中島みゆき：『大吟醸』
- 41位 ビートルズ：『ザ・ビートルズ・アンソロジー1』
- 42位 槇原敬之：『UNDERWEAR』
- 43位 セリーヌ・ディオン：『ラヴ・ストーリーズ・スペシャル・エディション』
- 44位 長渕剛：『家族』
- 45位 セリーヌ・ディオン：『FALLING INTO YOU』
- 46位 スピッツ：『空の飛び方』
- 47位 スキャットマン・ジョン：『スキャットマンズ ワールド』
- 48位 SMAP：『SMAP 008 TACOMAX』
- 49位 GLAY：『BEAT out!』
- 50位 小田和正：『LOOKING BACK』

## ビデオソフト
- 1位 B'z『"BUZZ!!" THE MOVIE』
- 2位 SMAP『SMAP 007 MOVIES〜Summer Minna Atsumare Party』
- 3位 Mr.Children『【es】 Mr.Children in FILM』
- 4位 DREAMS COME TRUE『史上最強の移動遊園地 ドリカムワンダーランド '95★50万人のドリームキャッチャー』
- 5位 LUNA SEA『LUNATIC TOKYO 1995.12.23 TOKYO DOME』
- 6位 V6『LIVE FOR THE PEOPLE』
- 7位 浜田省吾『ROAD OUT "MOVIE"』
- 8位 ウルフルズ『ウルフルズV』
- 9位 シャ乱Q『シャ乱Qライブビデオ VOL.1 真剣勝負』
- 10位 布袋寅泰『サイバーシティーは眠らない』
- 11位 THE YELLOW MONKEY『CLIPS Video Collection 1992〜1996』
- 12位 氷室京介『LIVE AT THE TOKYO DOME SHAKE THE FAKE TOUR』
- 13位 CHAGE&ASKA『ASIAN TOUR IN TAIPEI』
- 14位 スピッツ『JAMBOREE 1』
- 15位 CHAGE&ASKA『MTV UNPLUGGED LIVE』
- 16位 華原朋美『I'm proud』
- 17位 森高千里『DO THE BEST AT YOKOHAMA ARENA』
- 18位 GLAY『VIDEO GLAY 2』
- 19位 吉田美和『miwa yoshida concert tour beauty and harmony』
- 20位 L'Arc〜en〜Ciel『heavenly 〜films〜』
- 21位 布袋寅泰『H』

「Category:1996年のライブ・ビデオ」を参照

## カラオケ・ランキング (オリコンより)
※集計期間 1995年12月4日号 - 1996年11月25日号

- 1位 華原朋美『I'm proud』
- 2位 globe『DEPARTURES』
- 3位 PUFFY『アジアの純真』
- 4位 華原朋美『I BELIEVE』
- 5位 安室奈美恵『Chase the Chance』
- 6位 MY LITTLE LOVER『Hello, Again 〜昔からある場所〜』
- 7位 松田聖子『あなたに逢いたくて』
- 8位 Mr.Children『名もなき詩』
- 9位 スピッツ『チェリー』
- 10位 シャ乱Q『ズルい女』
- 11位 安室奈美恵『Don't wanna cry』
- 12位 久保田利伸 with NAOMI CAMPBELL『LA・LA・LA LOVE SONG』
- 13位 DREAMS COME TRUE『LOVE LOVE LOVE』
- 14位 シャ乱Q『シングルベッド』
- 15位 シャ乱Q『My Babe 君が眠るまで』
- 16位 安室奈美恵『Body Feels EXIT』
- 17位 ウルフルズ『バンザイ 〜好きでよかった〜』
- 18位 シャ乱Q『いいわけ』
- 19位 スピッツ『空も飛べるはず』
- 20位 JUDY AND MARY『そばかす』
- 21位 相川七瀬『夢見る少女じゃいられない』
- 22位 岡本真夜『TOMORROW』
- 23位 スピッツ『ロビンソン』
- 24位 安室奈美恵『You're my sunshine』
- 25位 相川七瀬『BREAK OUT!』
- 26位 内田有紀『幸せになりたい』
- 27位 B'z『LOVE PHANTOM』
- 28位 酒井法子『碧いうさぎ』
- 29位 安室奈美恵『SWEET 19 BLUES』
- 30位 ウルフルズ『ガッツだぜ!!』
- 31位 サザンオールスターズ『愛の言霊〜Spiritual Message』
- 32位 SMAP『青いイナズマ』
- 33位 JUDY AND MARY『Over Drive』
- 34位 Mr.Children『シーソーゲーム 〜勇敢な恋の歌〜』
- 35位 SMAP『俺たちに明日はある』
- 36位 藤井フミヤ『Another Orion』
- 37位 MY LITTLE LOVER『ALICE』
- 38位 松任谷由実『輪舞曲』
- 39位 GLAY『グロリアス』
- 40位 相川七瀬『LIKE A HARD RAIN』
- 41位 GLAY『BELOVED』
- 42位 藤谷美和子・大内義昭『愛が生まれた日』
- 43位 THE YELLOW MONKEY『JAM』
- 44位 荒井由実『まちぶせ』
- 45位 布袋寅泰『スリル』
- 46位 安室奈美恵 with SUPER MONKEY'S『TRY ME 〜私を信じて〜』
- 47位 ZARD『心を開いて』
- 48位 玉置浩二『田園』
- 49位 福山雅治『Message』
- 50位 シャ乱Q『空を見なよ』

## 音楽配信 (日本)

### 音楽配信ゴールド認定シングル
| 作品名                                                | 認定月             |
| トリプル・プラチナ                                    | トリプル・プラチナ |
| ----------------------------------------------------- | ------------------ |
| スピッツ「チェリー」                                  | 2014年1月          |
| ダブル・プラチナ                                      |                    |
| JUDY AND MARY「そばかす」                             | 2022年3月          |
| プラチナ                                              |                    |
| 久保田利伸 with NAOMI CAMPBEL「LA・LA・LA LOVE SONG」 | 2014年1月          |
| オアシス「ドント・ルック・バック・イン・アンガー」    | 2017年2月          |
| 髙橋真梨子「ごめんね…」                               | 2021年2月          |
| L'Arc〜en〜Ciel「flower」                             | 2021年11月         |
| ゴールド                                              |                    |
| ジャミロクワイ「ヴァーチャル・インサニティ」          | 2010年12月         |
| 藤井フミヤ「Another Orion」                           | 2011年9月          |
| ウルフルズ「バンザイ 〜好きでよかった〜」             | 2011年11月         |
| 相川七瀬「恋心」                                      | 2014年1月          |
| 奥田民生「イージュー★ライダー」                       | 2014年1月          |
| globe「DEPARTURES」                                   | 2014年1月          |
| T.M.Revolution「HEART OF SWORD 〜夜明け前〜」         | 2014年1月          |
| 古内東子「誰より好きなのに」                          | 2014年1月          |
| ZARD「マイ フレンド」                                 | 2014年3月          |
| 広瀬香美「DEAR...again」                              | 2014年4月          |
| エレファントカシマシ「悲しみの果て」                  | 2014年12月         |
| JUDY AND MARY「クラシック」                           | 2016年4月          |
| スピッツ「渚」                                        | 2016年8月          |
| 玉置浩二「田園」                                      | 2016年8月          |
| 山崎まさよし「セロリ」                                | 2017年10月         |
| 玉置浩二「メロディー」                                | 2017年11月         |
| 松澤由美「YOU GET TO BURNING」                        | 2018年4月          |
| 安室奈美恵「Don't wanna cry」                         | 2018年10月         |
| サザンオールスターズ「愛の言霊 〜Spiritual Message」  | 2018年12月         |
| PUFFY「アジアの純真」                                 | 2019年7月          |
| 林原めぐみ「Give a reason」                           | 2022年11月         |

### ストリーミング認定シングル
| 作品名                    | 認定月     |
| ゴールド                  | ゴールド   |
| ------------------------- | ---------- |
| スピッツ「チェリー」      | 2022年4月  |
| Mr.Children「名もなき詩」 | 2022年8月  |
| JUDY AND MARY「そばかす」 | 2022年11月 |

## イベント
| 開催日   | タイトル                                       |
| -------- | ---------------------------------------------- |
| 7月28日  | FM802 MEET THE WORLD BEAT 1996                 |
| 8月13日  | 音楽と髭達 '96（初回）                         |
| 8月13日  | Exciting Summer in WAJIKI 1996                 |
| 8月23日  | 横浜レゲエ祭 1996                              |
| 8月25日  | Sunset Live 1996                               |
| 9月8日   | 定禅寺ストリートジャズフェスティバル 1996      |
| 9月15日  | 第14回 PEACEFUL LOVE ROCK FESTIVAL 1996        |
| 10月6日  | SPACE SHOWER TV SWEET LOVE SHOWER 1996（初回） |
| 12月31日 | 第47回NHK紅白歌合戦                            |

### 日本武道館公演
- 1月2日・3日・4日 - プリンセス プリンセス
- 1月6日・7日 - TOKIO（両日二部制）
- 1月8日・9日・16日・17日 - プリンス
- 1月12日 - THE YELLOW MONKEY
- 1月18日・22日・23日 - ロッド・スチュワート
- 2月1日 - LINDBERG
- 2月3日 - 谷村有美
- 2月4日 - ビョーク
- 2月5日・6日・8日・9日・12日・13日 - ジミー・ペイジ&ロバート・プラント
- 2月10日 - 岡村靖幸
- 2月15日・16日 - 佐野元春
- 3月9日・10日 - L⇔R
- 3月13日・14日 - JUDY AND MARY
- 3月30日・31日 - 小沢健二
- 4月19日・24日 - MR. BIG
- 4月22日 - 玉置浩二
- 4月23日 - 電気グルーヴ
- 5月6日 - 安室奈美恵 with SUPER MONKEY'S
- 5月29日・30日・31日 - プリンセス プリンセス
- 6月4日・5日 - デヴィッド・ボウイ
- 6月6日 - 松山千春
- 6月10日・11日・13日・14日 - TUBE
- 6月18日・19日 - デフ・レパード
- 6月20日・21日 - B'z
- 6月25日・26日・27日・29日・30日・7月1日 - 松田聖子
- 7月2日・3日 - 長渕剛
- 7月6日 - 谷村新司
- 8月17日・18日 - 宇都宮隆
- 8月19日・20日 - BUCK-TICK
- 8月22日 - TOKIO（二部制）
- 8月26日・27日 - L'Arc〜en〜Ciel
- 8月30日・31日 - LUNA SEA
- 9月6日・7日 - スターダスト☆レビュー
- 9月9日 - GLAY
- 9月18日・19日・20日 - スティーヴィー・ワンダー
- 9月21日・22日・30日 - スティング
- 9月23日・24日 - アース・ウィンド・アンド・ファイアー
- 9月27日 - シャ乱Q
- 10月8日・9日 - スティーリー・ダン
- 10月12日 - 甲斐バンド
- 10月22日・23日 - 久保田利伸
- 10月31日 - ディープ・パープル
- 11月1日 - 吉田拓郎
- 11月4日・5日 - セックス・ピストルズ
- 11月7日・8日 - TRF
- 11月12日 - RED WARRIORS
- 11月13日 - LINDBERG
- 11月15日 - Char
- 11月29日・30日 - 布袋寅泰
- 12月2日・3日 - シンディ・ローパー
- 12月4日・5日 - 森高千里
- 12月9日・10日・12日・13日・14日 - 矢沢永吉
- 12月16日・17日 - 佐野元春
- 12月20日・21日 - 藤井フミヤ
- 12月22日・23日・24日 - THE ALFEE
- 12月26日・27日 - L'Arc〜en〜Ciel
- 12月28日 - THE YELLOW MONKEY
- 12月30日・31日 - 藤井フミヤ

### 東京ドーム公演
| 日時                       | アーティスト         |
| -------------------------- | -------------------- |
| 3月7日・10日・14日         | マライア・キャリー   |
| 7月19日・20日              | SMAP                 |
| 12月13日・15日・17日・20日 | マイケル・ジャクソン |
| 12月30日・31日             | X JAPAN              |

## 主要な賞
| 賞                                  | 受賞作・受賞者 |                                                |
| ----------------------------------- | --- | ---------------------------------------------- |
| 第38回日本レコード大賞              | - 日本レコード大賞 - 安室奈美恵『Don't wanna cry』 - アルバム大賞 - globe『globe』 - 最優秀歌唱賞 - 天童よしみ『珍島物語』 - 最優秀新人賞 - PUFFY『アジアの純真』 - 優秀作品賞 - ウルフルズ『バンザイ～好きでよかった～』 - 華原朋美『I'm Proud』 - globe『DEPARTURES』 - 坂本冬美『螢の提灯』 - シャ乱Q『いいわけ』 - JUDY AND MARY『そばかす』 - 長山洋子『倖せにしてね』 - PUFFY『アジアの純真』 - 藤あや子『紅』 |                                                |
| 第34回ゴールデン・アロー賞          | - 音楽賞 - ウルフルズ - 新人賞（音楽） - PUFFY、SPEED |                                                |
| 第29回下谷賞                        | - 下谷賞 - 長谷川浩一「マーチ・メイカーズ」 - 佳作 - 松尾善雄「マーチ「グッドバイ！サンセット」」 |                                                |
| 第29回全日本有線放送大賞            | - グランプリ - シャ乱Q（2回目） |                                                |
| 第29回日本作詩大賞                  | - 大賞 - 天童よしみ「珍島物語」 |                                                |
| 第29回日本有線大賞                  | - 日本有線大賞 - シャ乱Q『涙の影』 - 最多リクエスト歌手賞 - シャ乱Q『涙の影』 - 最多リクエスト曲賞 - 加門亮『霧情のブルース』 - 最優秀新人賞 - PUFFY『アジアの純真』 |                                                |
| 第28回サントリー音楽賞              | - 園田高弘、湯浅譲二 |                                                |
| 第26回モービル音楽賞                | - 邦楽部門 - 竹本駒之助 - 洋楽部門（本賞） - 秋山和慶と東京交響楽団 - 洋楽部門（奨励賞） - 高橋薫子 |                                                |
| 第21回南里文雄賞                    | - 尾田悟 |                                                |
| 第20回長崎歌謡祭                    | - グランプリ - 林理絵 - 音楽プロデューサー特別賞 - 小松原健志 |                                                |
| 第17回入野賞                        | - Ignacio BACA-LOBERA『Tierra Incognita』 |                                                |
| 第15回JASRAC賞                      | - 金賞 - globe「DEPARTURES」 - 銀賞 - Mr.Children「名もなき詩」 - 銅賞 - 華原朋美「I'm proud」 - 国際賞 - 新ルパン三世 BGM - 外国作品賞 - FLY ME TO THE MOON |                                                |
| 第15回中島健蔵音楽賞                | - 最優秀賞 - 小泉浩 - 優秀賞 - 藤家溪子 |                                                |
| 第14回咲くやこの花賞 音楽部門       | - 田中旭泉 |                                                |
| 第13回現音作曲新人賞                | - 山本裕之 |                                                |
| 第10回TEENS' MUSIC FESTIVAL         | - ティーンズ大賞・文部大臣奨励賞・あんたが大賞 - 御手洗洋一 - オーディエンス大賞 - EL・MIRAGE - あんたが大賞 - ひろポン - 熱演賞 - 田中しん - ベストグルーバー賞 - Needlg |                                                |
| 第10回日本ゴールドディスク大賞      | （対象期間 1995年2月1日 - 1996年1月31日） - 邦楽 - trf - 洋楽 - マライア・キャリー |                                                |
| 第7回朝日作曲賞 (合唱)              | - 入賞 - 草野次郎「子守唄」 - 入賞 - 鈴木明美「ゆあみする蛇」 - 佳作 - 高山惇「夜の狐」 |                                                |
| 第7回朝日作曲賞 (吹奏楽)            | - 新井千悦子「マーチ「ライジング・サン」」 |                                                |
| 第7回出光音楽賞                     | - 大野和士、樫本大進、児玉桃、浜田理恵 |                                                |
| 第7回日本製鉄音楽賞                 | - フレッシュアーティスト賞 - 川本嘉子 - 特別賞 - 鶴田昭弘 |                                                |
| 第7回BSヤングバトル                 | - グランプリ - THE PINK STOCKING CLUB BAND - 優秀賞 - SABER、ブリキンホテル - 審査員特別賞 - GARDENS、スナッパーズ |                                                |
| 第6回芥川作曲賞                     | - 権代敦彦『DIESIRAE／LACRIMOSA（怒りの日／嘆きの日）』 |                                                |
| 第6回秋吉台国際作曲賞               | - 秋吉台国際作曲賞 - 田中吉史 - 山口県知事賞 - 山口淳 |                                                |
| 第6回NHK新人歌謡コンテスト          | - グランプリ - 門倉有希 |                                                |
| 第4回高関健                         | - 音楽賞 - 該当者なし |                                                |
| 第3回JFNリスナーズアウォード        | - PUFFY |                                                |
| 第1回SPACE SHOWER MUSIC AWARDS 1996 | \| 賞 \| アーティスト・タイトル \| 監督 \| \| ----------------------- \| -------------------------------------------------------------------------------------- \| ---------------------------------------------- \| \| VIDEO OF THE YEAR \| ウルフルズ「ガッツだぜ!!」 \| 竹内鉄郎 \| \| BEST DEBUT CLIP \| GUNIW TOOLS「Either Wise Fool」 \| FULL \| \| BEST INTERNATIONAL CLIP \| ジャミロクワイ「Virtual Insanity」 \| JONATHAN GLAZER \| \| BEST ACT VIDEO \| 宮本浩次「A〜ha under the moon」 真心ブラザーズ「拝啓、ジョンレノン」 EL-MALO「CHASE」 \| 大原正裕、渡部達也 塩坂芳樹、藪下晃正 須永秀明 \| |                                                |
| 賞                                  | アーティスト・タイトル | 監督                                           |
| VIDEO OF THE YEAR                   | ウルフルズ「ガッツだぜ!!」 | 竹内鉄郎                                       |
| BEST DEBUT CLIP                     | GUNIW TOOLS「Either Wise Fool」 | FULL                                           |
| BEST INTERNATIONAL CLIP             | ジャミロクワイ「Virtual Insanity」 | JONATHAN GLAZER                                |
| BEST ACT VIDEO                      | 宮本浩次「A〜ha under the moon」 真心ブラザーズ「拝啓、ジョンレノン」 EL-MALO「CHASE」 | 大原正裕、渡部達也 塩坂芳樹、藪下晃正 須永秀明 |

## アトランタオリンピック・各局のテーマ曲
| NHK        | 『熱くなれ』『そして』 大黒摩季                               | 両曲とも、作詞：大黒摩季 作曲：大黒摩季 編曲：葉山たけし |
| 日本テレビ | 『My Love Your Love（たったひとりしかないあなたへ）』渡辺美里 | 作詞：渡辺美里 作曲：渡辺美里 編曲：佐久間正英           |
| フジテレビ | 『ありがとう…勇気』TOKIO                                      | 作詞：赤坂泰彦 作曲：久保田利伸 編曲：土屋学             |
| テレビ朝日 | 『あの夏に戻りたい』杏里                                      | 作詞：森雪之丞 作曲：杏里 編曲：小倉泰治                 |

## デビュー

### 1月
- 1日 - SEAGULL SCREAMING KISS HER KISS HER「FLY」
- 17日 - キミドリ「オワラナイ〜OH, WHAT A NIGHT!〜」
- 20日 - yes, mama ok?「砂のプリン」
- 21日 - 宮本浩次「タイトでキュートなヒップがシュールなジョークとムードでテレフォンナンバー」
- 21日 - THE SPACE COWBOYS「SHINING IN THE BED」
- 21日 - ブラスプラス「ブラスプラス」
- 21日 - 明和電機「提供 明和電機」
- 24日 - 沢村大和「夢一夜」
- 24日 - 杉本恭一「ピクチャーミュージック」(ソロデビュー)
- 24日 - Vita Nova「ancient flowers」
- 24日 - 米倉千尋「嵐の中で輝いて」
- 31日 - Sala from VOCALAND「SPLENDID LOVE」

### 2月
- 1日 - THEE MICHELLE GUN ELEPHANT「世界の終わり」
- 1日 - 守山茂樹「もう二度と迷わない」
- 16日 - 岩坂士京「この空にkissしたい」
- 21日 - ISIS「RHYTHM OF LOVE」
- 21日 - ××-ish「BUSTER!」
- 12日 - GUNIW TOOLS「1992-1994」（ビデオでデビュー）
- 21日 - DOKI DOKI PANIC 「HaPPY DaYS」
- 21日 - 馬場俊英「星を待ってる」
- 25日 - 上原さくら「ホワイ」
- 28日 - 渚ようこ「アルバム第一集」

### 3月
- 1日 - 出口雅之「KISS IN THE MOON LIGHT」(ソロデビュー)
- 1日 - 4-STiCKS「I Wish you」
- 15日 - PENICILLIN「Blue Moon / 天使よ目覚めて」
- 21日 - 大橋剛「女神の唇」
- 21日 - dos「Baby baby baby」
- 21日 - MariMari 「Everyday,Under the Blue Blue SKy」
- 21日 - F・MAP「走れマキバオー」
- 23日 - 塩野健士「No」
- 23日 - YOSU-KO「BACK TO THE ララ」
- 23日 - 上田祐司「女々しい野郎どもの詩」
- 27日 - 篠田岳人「抱きしめてくれ」

### 4月
- 10日 - ともさかりえ「エスカレーション」
- 17日 - ポケットビスケッツ「Rapturous Blue」
- 17日 - McKee「Can’t Stop My Heart」
- 21日 - ヒックスヴィル「BYE BYE BLUICE」
- 22日 - ROUAGE「Queen」
- 24日 - 坂本真綾「約束はいらない」
- 24日 - SHAKKAZOMBIE「手のひらを太陽に」
- 24日 - YOU THE ROCK★「THE SOUNDTRACK '96」
- 25日 - 吉田匠「太陽も君もこの街も」

### 5月
- 2日 - 川本真琴「愛の才能」
- 8日 - MOON CHILD「Brandnew Gear」
- 13日 - 大浦龍宇一「夏の午後」
- 13日 - T.M.Revolution「独裁 -monopolize-」
- 13日 - PUFFY「アジアの純真」
- 15日 - 天方直実「逢いたい君がいない」
- 17日 - BLACK BOTTOM BRASS BAND「BLACK BOTTOM BRASS BAND」
- 17日 - 中谷美紀「MIND CIRCUS」(再デビュー)
- 21日 - Eri「強くなれる」(再デビュー)
- 22日 - Section-S 「little by little」
- 22日 - ZERO「ゼロから歩き出そう」
- 22日 - tk-trap「tk-trap」
- 22日 - Halunillet「GRAPEFRUITS MIX」
- 22日 - BUDDHA BRAND「人間発電所」
- 22日 - ROMANTIC MODE「DREAMS」
- 22日 - Liaison（松浦有希・吉田潔）「勇気の引力」
- 25日 - 小嶋希代子「笑顔の魅力」
- 27日 - 新堂敦士「I KISS YOU」
- 29日 - Aki from VOCALAND「ふりむかないで 〜Don't Look Back〜」
- 29日 - ウィズ「永遠のパズル」
- 29日 - 及川光博「モラリティー」
- 29日 - CAGNET「ロングバケーション」
- 29日 - G-CRISIS「ガラスの心」

### 6月
- 1日 - Still Small Voice「パニック!」
- 1日 - THE POSTMEN「The Bag」
- 5日 - AMI with CAGNET「Sobani Iteyo」
- 5日 - Dear「Melody」
- 12日 - Favorite Blue「愛よりも激しく、誰よりも愛しく」
- 21日 - カンガルーポケッツ「Movin’In The Right Direction」
- 21日 - ナガハタゼンジ「モンキー・フェイス」
- 21日 - 猫沢エミ「あたしだけじゃダメかな?」
- 21日 - 牧穂エミ「aromatister」
- 21日 - Miss青森+2「HONEYMOONしようよ」
- 21日 - Y.S.P.オールスターズ「ECSTASY」
- 24日 - 仲間由紀恵「MOONLIGHT to DAYBREAK」
- 26日 - IKU「未来へ」
- 26日 - AIR「AIR」
- 26日 - 橋本健次「GOLDEN CLASSICS」
- 26日 - Flying Dutchman「Calling You」

### 7月
- 1日 - 酒井麻友子「お月さま」
- 3日 - ホフディラン「スマイル」
- 5日 - The OYSTARS「SO SERIOUS 〜がむしゃらな恋〜」
- 10日 - SHERBET「ゴースト」
- 12日 - Anna from VOCALAND「Heart to you 〜夜が終わる前に〜」
- 19日 - Cokeberry「SUGAR PLUM FAIRY」
- 19日 - TSUNTA「ZONOがいる!～旅たちの唄～」
- 20日 - 平子理沙「Lotta Love」
- 21日 - 井上慎二郎「恋のシナリオライター」
- 21日 - エレファントラブ「モンキー」「国際パワー」
- 22日 - LUV DELUXE「どうなってんだ!」
- 24日 - 愛奈「そして,通り雨」
- 24日 - THE ENDS「蜘蛛と星」
- 24日 - hàl「Hitch Hike 〜to where I belong〜」
- 29日 - Iceman「DARK HALF〜TOUCH YOUR DARKNESS」

### 8月
- 1日 - HIM-egg「AS TIME GOES BY」
- 1日 - かせきさいだぁ「さいだぁ≡ぶるーす」
- 5日 - SPEED「Body & Soul」
- 7日 - Every Little Thing「Feel My Heart」
- 7日 - DIXIE TANTAS（デキシータンタス）「明日の夢を見るところ」
- 9日 - 加地秀基「MUSCAT E.P.」
- 10日 - SUPER CHOCOLATE「ルーレット」
- 10日 - りょう「HINTS OF LOVE」
- 21日 - D&D「IN YOUR EYES」
- 21日 - re-kiss（リキッス）「HUMAN TOUGH」
- 26日 - Buffalo Daughter「Captain Vapour Athletes」
- 28日 - 室瀬美紀「かなう夢」
- 28日 - L☆IS「Running On」

### 9月
- 4日 - MYSTeRY「誘惑のMYSTeRY」
- 4日 - ZEPPET STORE「声」
- 10日 - THE BIG BAND!!「SPEED MASTER ANTHEM -TOKYO HOT ROD STYLEE-」
- 18日 - 大賀埜々「Close to the night」
- 20日 - 石井聖子「ANNIVERSARY」
- 20日 - 飯島直子「ジュリア」
- 20日 - HAKUEI「ZEUS」(ソロデビュー)
- 21日 - 大森洋平「彼女」
- 21日 - サンズ・オブ・ナイス・ヤング(クボタタケシ+カワナベヒロシ)「サンズ・オブ・ナイス・ヤング」
- 21日 - 高橋徹也「My Favourite Girl」
- 21日 - CHAKA「with friends」
- 21日 - ドミンゴス「ウ・フ・フ」「Ooh!LaLa」
- 21日 - 米良美一「母の唄 日本歌曲集」
- 24日 - 千聖「DANCE WITH THE WILD THINGS」(ソロデビュー)
- 25日 - キャイ〜ン「PROFESSIONAL」
- 25日 - 純☆ブライド「瞬間を止めた写真」
- 26日 - サラダ「これすてろーむ」
- 26日 - Scudelia Electro「TRUTH」
- 30日 - Laputa「硝子の肖像」

### 10月
- 2日 - 諏訪内晶子「諏訪内晶子デビュー」
- 9日 - TIMESLIP-RENDEZVOUS「針にかかった魚が自由を求めるように」
- 18日 - 西村雅彦「DECO」
- 19日 - 古家学「朝焼けの少年」
- 21日 - SUPER STUPID「WHAT A HELL'S GOING ON」
- 21日 - 知念里奈「DO-DO FOR ME」
- 21日 - TSUNAMI「帝王」
- 23日 - アニメタル「アニメタル」
- 23日 - 亜波根綾乃「大きな風」
- 23日 - 小谷美紗子「嘆きの雪」
- 23日 - Something ELse「悲しきノンフィクション」
- 23日 - 松澤由美/桑島法子「YOU GET TO BURNING」
- 23日 - Chieri「Do You Love Me?」(再デビュー)
- 28日 - VELVET GARDEN「Feel Your Heart」

### 11月
- 5日 - 中瀬聡美「銀色Horizon」
- 5日 - ピンク・レディーX「恋の診察室’97」
- 7日 - クーニャンズ「そんなヨウちゃんとあんなキュウちゃんにだまされて」
- 11日 - 佳苗「この地球が果てるまで」
- 13日 - DJ EMMA「EMMA HOUSE 2」
- 21日 - anna 「Colors」
- 21日 - 川久保由香「風の哀歌」
- 21日 - Jungle Smile「風をおこそう」
- 21日 - SALT&SUGAR「DIARY」
- 21日 - THE CHEWINGGUM WEEKEND「あの娘をつかまえて」
- 21日 - 中山エミリ「Private Eyes」
- 21日 - PARADISE LOST「Q」
- 21日 - 三宅伸治「パーティ・タイム」
- 27日 - wipers「SPECIAL SONIC ROCKET SHIP」

### 12月
- 11日 - Nonkeys「君がいけないんだ」
- 18日 - VANITY「Chanceはあげない」
- 18日 - magoo swim「悲しみおくり手をふって」
- 21日 - 猿岩石「白い雲のように」

## 新人セールス  (オリコンより)
シングル
- 1位 PUFFY／211.4万枚
- 2位 ポケットビスケッツ／98.6万枚
- 3位 dos／70.4万枚
- 4位 ともさかりえ／60.1万枚
- 5位 川本真琴／57.0万枚
- 6位 SPEED／52.0万枚
- 7位 ZERO／40.5万枚
- 8位 ROMANTIC MODE／25.3万枚
- 9位 Every Little Thing／21.2万枚
- 10位 大浦龍宇一／17.3万枚
- 11位 L★IS／11.3万枚
- 12位 Favorite Blue／9.7万枚
- 13位 D&D／9.5万枚
- 14位 天方直実／9.0万枚
- 15位 AMI with CAGNET／8.1万枚
- 16位 sala from VOCALAND／7.8万枚
- 17位 大賀埜々／7.6万枚
- 18位 ROUAGE／6.0万枚
- 19位 F・MAP／5.7万枚
- 20位 Dear／5.7万枚
- 21位 飯島直子／5.6万枚
- 22位 りょう／5.6万枚
- 23位 Section-S／4.9万枚
- 24位 McKee／4.7万枚
- 25位 亜波根綾乃／4.2万枚
- 26位 THE POSTMEN／3.9万枚
- 27位 小橋賢児／3.8万枚
- 28位 知念里奈／3.3万枚
- 29位 VELVET GARDEN／3.0万枚
- 30位 坂本真綾／3.0万枚

## 結成

### 日本
- Iceman（ - 2000年）
- ASIAN KUNG-FU GENERATION
- アニメタル（ - 2006年）
- A Hundred Birds
- aphasia
- ABEX GO GO（ - 1997年）
- アルファ（ - 2012年?）
- UNCHAIN
- In the Soup（ - 2008年、2013年 - ）
- W's（ - 1997年）
- 宇頭巻
- ウルトラ・リヴィング（ - 2007年?）
- HIM-egg（ - 1996年）
- AsR（ - 2001年）
- EGO-WRAPPIN'
- エド山口&東京ベンチャーズ
- ENBULL（ - 2012年?）
- Oi-SKALL MATES
- OZROSAURUS
- オブリヴィオン・ダスト（ - 2001年、2007年 - ）
- GANASIA
- KAPLANS（ - 2000年?）
- KICK THE CAN CREW（ - 2004年、2017年 - ）
- キリンジ→KIRINJI
- Kiroro
- Cooley High Harmony
- COOL DRIVE（ - 2005年）
- GOOD4NOTHING
- CLOUD（ - 2004年）
- くるり
- 劇団I'M
- GELUGUGU
- GOING STEADY（ - 2003年）
- GOCOO
- Concerto Moon（ - 1996年、2007年 - ）
- THE SLUT BANKS（ - 2000年、2007年 - ）
- THE HATE HONEY（ - 2000年、2002年 - 2006年、2020年 - ）
- The rising pints（ - ?）
- ザ・ベイビースターズ（ - 2014年）
- ジ・エキセントリック・オペラ（ - 2004年）
- SAKURANBO
- G-CRISIS（ - 1997年）
- SHEEP（ - 2000年）
- JERRY LEE PHANTOM（ - 2005年）
- SHERBETS
- SHARPNEL.NET
- Syrup 16g（ - 2008年、2014年 - ）
- スナッパーズ（ - 2003年）
- SPEAK（ - 1999年、2003年 - ）
- Saybow&theR+X+S
- センチメンタル・バス（ - 2000年）
- 太陽族（ - 2016年）
- dustbox
- t.a.p.（ - 1998年?）
- DA PUMP
- TEAM NACS
- T.M.Revolution
- Daily-Echo（ - 2007年）
- 20th Century
- TRICERATOPS
- Dragon Ash
- NEIL&IRAIZA（ - 2011年、2015年 - ）
- NEVER LAND（ - 2008年）
- BURST FRUITS（ - 2000年、2011年 - ）
- Bathtub Shitter
- BUMP OF CHICKEN
- ピジョンズミルク
- Favorite Blue（ - 2000年）
- 福山シンフォニーオーケストラ
- F・MAP（ - 1996年）
- plane
- Baby Boo
- VELVET GARDEN（ - 1998年）
- PENPALS（ - 2005年、2011年 - ）
- HOME MADE 家族（ - 2016年）
- ホフディラン（ - 2002年、2006年 - ）
- マーガレットズロース
- 麻波25（ - 2004年）
- ミクロコスモス（ - 2001年）
- MR.ORANGE（ - 2002年）
- MELODY（ - 2002年、2006年 - 2014年?）
- MONGHANG（ - 2008年）
- 山嵐
- YOUNG PUNCH（ - 2002年）
- ゆず
- UNI（ - 2008年?）
- 横濱音泉倶楽部
- Lastier（ - 2001年）
- LUV DELUXE（ - 1997年）
- LOVE LOVE ALL STARS（ - 2001年）
- La'Mule（ - 2012年）
- L☆IS（ - 1996年）
- Rubii（ - 1999年）
- ROVO
- LOWDOWN（ - 1999年）
- LOSALIOS（ - 2013年）
- ロックバンドおかん（ - 2018年）
- YKZ（ - 2004年）
- ONE TRACK MIND

### 日本国外
- アーチ・エネミー
- アイアン・セイヴィアー
- IDOL（ - 1997年）
- アウト・ハッド（ - 2005年）
- アトミック・ファイヤーボールズ（ - 1999年）
- アニマ・ムンディ
- アライズ
- eRa
- インフェクテッド・マッシュルーム
- イン・ヤン・ツインズ
- ウィズイン・テンプテーション
- H.O.T.（ - 2001年、2018年 - ）
- エイリアン・アント・ファーム
- エボニー・ティアーズ（ - 2001年）
- オブ・モントリオール
- オムニアム・ギャザラム
- オルフェオ・バロック管弦楽団
- ガーデニアン（ - 2016年）
- カラシ（ - 2005年、2016年 - ）
- キャトル・デカピテイション
- キャンディ
- クイーンズ・オブ・ザ・ストーン・エイジ
- グッド・シャーロット（ - 2011年、2015年 - ）
- クライオニック・テンプル
- ケルマントゥ（ - 2008年）
- ゴジラ
- ゴメス
- コントロール・マチェーテ（ - 2004年）
- ザ・コーラル
- ザ・コーリング（ - 2005年、2016年 - ）
- ザ・シーホーセズ（ - 1999年）
- ザ・ホーンテッド
- Sum 41（ - 2023年）
- CPR（ - 2004年）
- JJ72（ - 2006年）
- スウィッチフット
- スキレット
- スパインシャンク（ - 2016年）
- 3ドアーズ・ダウン
- スローン・オヴ・ケイオス（ - 2005年）
- ゼブラヘッド
- ディキャピテイテッド（ - 2007年、2009年 - ）
- D12（ - 2018年）
- ディス・デイ・フォワード（ - 2003年）
- デスティニティー（ - 2014年、2018年 - ）
- デフ・スクワッド
- トゥ・ローン・スウォーズメン
- ドラウニング・プール
- ドロップキック・マーフィーズ
- ナイアシン
- ナイトウィッシュ
- ネヴァー（ - 2013年）
- ノーサー（ - 2012年）
- HAMO HAMO（ - 1997年）
- 万能青年旅店
- ビッグ・アス
- ヒブリア
- ファンファーレ・チョカルリア
- ブエナ・ビスタ・ソシアル・クラブ（ - 2015年）
- フラックス弦楽四重奏団
- ブラン・ヴァン3000（ - 2002年、2006年 - ）
- ヘイト・エターナル
- ヘヴン・シャル・バーン
- ペペ・デラックス
- ベル・アンド・セバスチャン
- マッドヴェイン（ - 2010年、2021年 - ）
- Young Turks Club（ - 2012年）
- UP（ - 1999年）
- ライハン
- ラスト・デイズ・オブ・エイプリル
- ラプコ
- ラム（ - 2004年、2009年 - ）
- リトル・ドラゴン
- リンキン・パーク

## 解散・活動休止
- 1月 - マルコシアス・バンプ
- 3月23日 - Spiral Life
- 3月31日 - Wink（活動停止）
- 5月31日 - プリンセス プリンセス（2012年再結成）
- 5月 - HUMAN SOUL
- 8月1日 - PSY・S
- 10月 - ザ・ストーン・ローゼズ（2011年再結成）
- 11月 - フリクション（2006年復活）

### 年内
- アンプス
- EAST END×YURI
- ウルトラヴォックス（2008年活動再開）
- H Jungle with t
- エクストリーム（2007年再結成）
- ガーデン・バラエティ
- キッチンズ・オブ・ディスティンクション（2012年再結成）
- キングギドラ（2002年再結成）
- クライズラー&カンパニー（2015年再結成）
- The Grid（2003年再結成）
- コロナー（2010年再始動）
- サブライム
- すかんち（2006年再結成）
- ZELDA
- セレモニアル・オース（2012年再結成）
- ソバンチャ（2005年再々結成）
- 大事MANブラザーズバンド
- ダム・ヤンキース
- D.T.R（2006年再始動）
- テスラ（2000年再結成）
- DER ZIBET（2007年再結成）
- 東京パフォーマンスドール（2013年復活）
- 怒髪天（1999年活動再開）
- BAD MESSIAH
- ハロルド・メルヴィン&ザ・ブルー・ノーツ
- ブランニューモンキーズ
- フレイザー・コーラス
- ベヘリット（2008年再結成）
- ベリー
- ヴェルヴェット・アンダーグラウンド
- ザ・ポーグス（2001年再結成）
- ラモーンズ
- LANCE OF THRILL
- レプリカ
- レプリカンツ
- 108（2005年再結成）

## 再結成
- エコー&ザ・バニーメン
- カタトニア
- ゴッド・ディスローンド
- セックス・ピストルズ
- ディーヴォ
- TNT
- ナイト・レンジャー
- ブレッド
- マグマ
- メン・アット・ワーク
- RED WARRIORS

## 誕生
出身地または国籍が日本である人物の国名表記は省略。
- 1月 - Masumi（東京都、ミュージシャン、Friday Night Plans）
- 1月1日 - 海老原優花 (神奈川県、歌手、アイドルカレッジリーダー)
- 1月1日 - 北澤鞠佳（神奈川県、女優・歌手、赤マルダッシュ☆およびfairly hairy situation・桃色革命の元メンバー）
- 1月1日 - クン（ 中国、歌手、NCT）
- 1月2日 - 杉枝真結（大阪府、モデル・歌手、HappinessおよびE-girlsの元メンバー）
- 1月4日 - 三輪晴香（滋賀県、歌手、元ヤンチャン学園 音楽部）
- 1月4日 - 圭吾（大阪府、ベーシスト、Novelbright）
- 2月6日 - ねぎ（大阪府、ドラマー、Novelbright）
- 1月5日 - 谷真理佳（福岡県、歌手、SKE48、元HKT48）
- 1月5日 - 巴奎依（東京都、タレント・歌手、Girl〈s〉ACTRYおよびA応Pの元メンバー）
- 1月5日 - Vingo（東京都、ラッパー、BAD HOP）
- 1月7日 - オモテカホ（石川県、歌手、西金沢少女団）
- 1月8日 - 佐野玲於（東京都、ダンサー、GENERATIONS from EXILE TRIBE）
- 1月8日 - 篠崎彩奈（埼玉県・女優・タレント・歌手、AKB48）
- 1月9日 - 小泉遥（沖縄県、モデル・女優・タレント・歌手、YGAおよびDoll☆Elementsの元メンバー）
- 1月10日 - 大原櫻子（東京都、歌手・女優）
- 1月11日 - 楓（神奈川県、ダンサー、Happiness、元E-girls）
- 1月11日 - 日高竜太（歌手、BALLISTIK BOYZ from EXILE TRIBE）
- 1月12日 - 日下このみ（大阪府、タレント・振付師・歌手、元NMB48）
- 1月12日 - 栗原吾郎（埼玉県、元俳優・元歌手、元カスタマイZ）
- 1月12日 - 竹内美宥（東京都、歌手、元AKB48）
- 1月12日 - 棗いつき（声優・歌手）
- 1月13日 - 関口理咲（埼玉県、声優・歌手）
- 1月13日 - めいちゃん（埼玉県、歌手）
- 1月15日 - ダヴ・キャメロン（ アメリカ合衆国、女優・歌手）
- 1月15日 - モリカホ（埼玉県、シンガーソングライター）
- 1月16日 - ジェニー（ 韓国、歌手・モデル、BLACKPINK）
- 1月16日 - 高尾美有（岡山県、歌手・タレント、元SakuLove）
- 1月17日 - クラウス・マケラ（ フィンランド、指揮者・チェリスト）
- 1月19日 - 西野蒟蒻（新潟県、作詞家）
- 1月21日 - 星守紗凪（秋田県、声優・歌手）
- 1月22日 - 市來玲奈（富山県、アナウンサー・元女優・元ダンサー・元歌手、元乃木坂46）
- 1月22日 - 佐々木久美（千葉県、歌手・モデル、元日向坂46メンバー・初代キャプテン）
- 1月22日 - 田中美海（東京都、声優・歌手、Wake Up, Girls!）
- 1月24日 - 春日南歩（埼玉県、女優・タレント・歌手、元クリィミー・パフェ）
- 1月24日 - 都志見久美子（山口県、女優・歌手）
- 1月25日 - スンヒ（ 韓国、歌手・女優、OH MY GIRL）
- 1月27日 - 穴井千尋（福岡県、モデル・元歌手、元HKT48）
- 1月27日 - ウルティモ（ イタリア、歌手）
- 1月27日 - 佐藤実季（愛知県、声優・歌手、テトラルキア）
- 1月28日 - 小日向ななせ（愛知県、歌手、放課後プリンセス）
- 1月31日 - 松岡彩（大阪府、ベーシスト、SHISHAMO）
- 2月1日 - ドヨン（ 韓国、歌手、NCT）
- 2月2日 - メイベル（ スペイン、シンガーソングライター）
- 2月6日 - YURINO（宮崎県、ダンサー、HappinessおよびE-girls・スダンナユズユリーの元メンバー）
- 2月7日 - 伊波杏樹（埼玉県、声優・歌手、Aqours）
- 2月7日 - 萩原舞（埼玉県、元歌手、元℃-ute）
- 2月7日 - 藤本南（歌手、dela）
- 2月8日 - 藤原丈一郎（大阪府、歌手、なにわ男子）
- 2月9日 - チョンハ（ 韓国、歌手、元I.O.I）
- 2月10日 - 新山詩織（埼玉県、シンガーソングライター）
- 2月10日 - 野元愛（大阪府、歌手・タレント、アイドリング!!!およびHOP CLUBの元メンバー）
- 2月11日 - 木﨑ゆりあ（愛知県、女優・歌手、AKB48およびSKE48の元メンバー）
- 2月11日 - 小林壱誓（愛知県、ギタリスト、緑黄色社会）
- 2月12日 - Tiji Jojo（神奈川県、ラッパー、BAD HOP）
- 2月13日 - 前田美里（東京都、歌手・女優、元AppleTale）
- 2月14日 - 内田千晶（埼玉県、元歌手、元Fine）
- 2月15日 - ALLI（福岡県、歌手）
- 2月16日 - アレックス・アイオノ（ アメリカ合衆国、歌手・俳優）
- 2月17日 - 東由樹（兵庫県、歌手、NMB48）
- 2月18日 - 川井田夏海（愛知県、声優・歌手、ときめきアイドル project）
- 2月20日 - 伊藤万理華（大阪府、女優・歌手、元乃木坂46）
- 2月20日 - 矢野晴人　(千葉県、歌手・ベーシスト、Non Stop Rabbit)
- 2月22日 - 高木李湖（静岡県、女優・タレント・歌手、LOVEACE）
- 2月24日 - 池羽悠（茨城県、声優・歌手）
- 2月24日 - 小林茉里奈（神奈川県、アナウンサー・元歌手、元AKB48）
- 2月27日 - 小泉萌香（兵庫県、女優・声優・歌手、虹ヶ咲学園スクールアイドル同好会）
- 2月27日 - テン（ タイ、歌手、NCT）
- 2月28日 - キタニタツヤ（東京都、歌手、sajou no hana）
- 2月28日 - 津吹みゆ（福島県、演歌歌手）
- 3月1日 - 大橋莉子（作詞家・作曲家・編曲家）
- 3月3日 - 片岡かずさ（岐阜県、タレント・モデル・歌手、元dela）
- 3月4日 - 小林弥生（奈良県、歌手、元さんみゅ〜）
- 3月5日 - 遠野ひかる（東京都、声優・歌手）
- 3月6日 - 本渡楓（愛知県、声優・歌手、フランシュシュ）
- 3月7日 - セレイナ・アン（東京都、歌手）
- 3月8日 - 月日萌花（沖縄県、歌手、水槽とクレマチスのメンバー、RYUKYU IDOL・PIP・本とうたた寝。・RAYの元メンバー）
- 3月10日 - 百瀬ひとみ（大分県、歌手、元仮面女子）
- 3月11日 - 秋山黄色（栃木県、シンガーソングライター）
- 3月11日 - 瀬口黎弥（福岡県、ダンサー、FANTASTICS from EXILE TRIBE）
- 3月12日 - 吉橋亜理砂（埼玉県、歌手、Ange☆Reve）
- 3月19日 - あおいれな（AV女優・歌手）
- 3月20日 - 小島夕佳（新潟県、歌手、スチームガールズ）
- 3月22日 - 野咲わか（大阪府、歌手、アーマーガールズ）
- 3月24日 - 森川彩香（埼玉県、歌手、元AKB48）
- 3月24日 - 吉田円佳（佐賀県、歌手、たんこぶちん）
- 3月25日 - 長谷川怜華（新潟県、女優・歌手、元さんみゅ〜）
- 3月26日 - キャスリン・ベルナルド（ フィリピン、モデル・女優・歌手）
- 3月29日 - 石丸千賀（福岡県、歌手、SUPER☆GiRLS）
- 3月30日 - MICHI（沖縄県、歌手・女優）
- 3月31日 - 宮沢くるみ（埼玉県、歌手、元BLESS）
- 4月2日 - 桜奈里彩（福井県、歌手、元A応P）
- 4月3日 - イ・セジン（ 韓国、歌手・モデル・俳優）
- 4月4日 - オースティン・マホーン（ アメリカ合衆国、歌手）
- 4月4日 - 土屋神葉（東京都、声優・元歌手）
- 4月6日 - yuma（愛知県、作詞家・作曲家・編曲家）
- 4月6日 - 広瀬裕也（千葉県、声優・歌手、ŹOOĻ）
- 4月7日 - 鈴木健太（東京都、映像作家・ミュージックビデオ監督）
- 4月10日 - 黒沢ともよ（埼玉県、女優・声優・歌手、ハロー、ハッピーワールド!）
- 4月12日 - 川本璃（大阪府、歌手・ダンサー、Happiness、元E-girls）
- 4月13日 - 中元日芽香（広島県、心理カウンセラー・元歌手、乃木坂46およびSPL∞ASHの元メンバー）
- 4月15日 - 飯塚麻結（埼玉県、声優・歌手、DIALOGUE+）
- 4月16日 - エヴァンス未希（神奈川県、タレント・歌手、元姫carat）
- 4月17日 - 佐藤ミケーラ（東京都、歌手・タレント、元アイドリング!!!）
- 4月18日 - SHUN（歌手、BUZZ-ER.）
- 4月21日 - 松尾真之介（神奈川県、音楽プロデューサー）
- 4月22日 - 上野正明（東京都、シンガーソングライター、Hi Cheers!）
- 4月22日 - 水城夢子（富山県、女優・歌手、BYOBおよび妄想キャリブレーションの元メンバー）
- 4月23日 - 中尾翔太（愛知県、ダンサー、FANTASTICS from EXILE TRIBE、+2018年）
- 4月23日 - 宮入俊悟（長野県、サウンドクリエイター）
- 4月23日 - 若林倫香（福井県、声優・歌手、PsȳChē、元SKE48）
- 4月25日 - サム・フェンダー（ スコットランド、シンガーソングライター）
- 4月25日 - 前田佳織里（福岡県、声優・歌手、虹ヶ咲学園スクールアイドル同好会）
- 4月26日 - 小柳朋恵（長崎県、歌手、仮面女子およびスチームガールズ・ぴゅあふるの元メンバー）
- 4月28日 - こゑだ（福岡県、シンガーソングライター、第3期supercellゲストボーカル）
- 4月28日 - 花房里枝（東京都、モデル・歌手、elfin'）
- 4月29日 - 武藤彩未（茨城県、歌手・モデル、可憐Girl'sおよびさくら学院の元メンバー）
- 4月30日 - 孔雪児（ 中国、歌手・女優、THE9）
- 5月2日 - 高橋みお（東京都、歌手・タレント、煌めき☆アンフォレント）
- 5月2日 - チャープラン・アーリークン（ タイ、歌手、BNK48）
- 5月3日 - 橘はるか（埼玉県、歌手、元Ange☆Reve）
- 5月3日 - ノア・マンク（ アメリカ合衆国、俳優・プロデューサー・コメディアン・ミュージシャン）
- 5月4日 - 江嶋綾恵梨（福岡県、歌手、26時のマスカレイド、元QunQun）
- 5月4日 - 中川あゆみ（神奈川県、歌手）
- 5月5日 - 鈴木エレカ（岩手県、作詞家・作曲家）
- 5月8日 - 6ix9ine（ アメリカ合衆国、ラッパー）
- 5月9日 - 木野双葉（神奈川県、声優・歌手）
- 5月10日 - 向田茉夏（愛知県、歌手、元SKE48）
- 5月11日 - 新浜レオン（千葉県、演歌歌手）
- 5月13日 - 上原わかな（神奈川県、歌手、Advance Arc Harmonyおよび転校少女*の元メンバー）
- 5月14日 - 岡井明日菜（埼玉県、歌手、元ハロプロエッグ）
- 5月14日 - マーティン・ギャリックス（ オランダ、DJ・音楽プロデューサー）
- 5月15日 - 青山吉能（熊本県、声優・歌手、D-selections、元Wake Up, Girls!）
- 5月15日 - 島崎莉乃（神奈川県、歌手、元Cheeky Parade）
- 5月15日 - ジョリーン・マリー（ アメリカ合衆国、モデル・女優・歌手）
- 5月15日 - バーディー（ イギリス、シンガーソングライター）
- 5月18日 - 島田翼（神奈川県、ダンサー、元PRIZMAX）
- 5月19日 - 岡田夢以（埼玉県、女優・タレント・声優・歌手、元転校少女*）
- 5月19日 - 東坂みゆ（大阪府、歌手、フラミングの法則）
- 5月20日 - 中島優衣（神奈川県、歌手、アイドルカレッジおよびピュアリーモンスターのメンバー）
- 5月24日 - 内田秀（ オーストラリア、声優・歌手、Prima Porta）
- 5月25日 - 山田朱莉（大阪府、元歌手・元モデル・元女優、元夢みるアドレセンス）
- 5月27日 - 石田安奈（愛知県、タレント・歌手、元SKE48）
- 5月27日 - キム・ジェファン（ 韓国、歌手、元Wanna One）
- 5月29日 - 小湊よつ葉/井上理香子（長崎県、AV女優・歌手・元ダンサー、元フェアリーズ）
- 5月29日 - ころん（埼玉県、歌手、すとぷり）
- 5月31日 - 嶋田あさひ（東京都、女優・歌手、SEVEN4）
- 5月31日 - 高田夏帆（東京都、女優・タレント・歌手）
- 6月1日 - 泉大智（東京都、ドラマー・俳優、DISH//、元カスタマイZ）
- 6月2日 - タグチハナ（シンガーソングライター、add）
- 6月3日 - 吉崎綾（福岡県、モデル・タレント・歌手、元LaLuce）
- 6月4日 - ミキ/廣瀬碧紀（歌手、キグルミ）
- 6月6日 - 皆川あずさ（東京都、声優・歌手）
- 6月7日 - さユり（福岡県、シンガーソングライター）
- 6月8日 - イ・ジニョク（ 韓国、歌手・ダンサー、UP10TION）
- 6月9日 - CoCoRo（山梨県、シンガーソングライター）
- 6月10日 - 文俊輝（ 中華人民共和国、歌手・俳優、SEVENTEEN）
- 6月11日 - 佐々木彩夏（神奈川県、歌手・女優、ももいろクローバーZ）
- 6月11日 - 佐藤友祐（北海道、歌手・モデル・俳優、lol-エルオーエル-）
- 6月11日 - ジェシー（東京都、歌手・俳優、SixTONES）
- 6月14日 - 関根梓（長野県、歌手、アップアップガールズ（仮））
- 6月15日 - 石川夏海（千葉県、歌手、Love Cocchiおよびアキシブprojectの元メンバー）
- 6月15日 - ホシ （ 韓国、歌手、SEVENTEEN）
- 6月15日 - AURORA（ ノルウェー、歌手）
- 6月16日 - 田中皓子（佐賀県、歌手、元STU48）
- 6月20日 - ぶらっくすわん（富山県、タレント・ダンサー）
- 6月21日 - 鈴木陽斗実（兵庫県、声優・歌手、NOW ON AIR、+2022年）
- 6月22日 - 椚まいか（東京都、歌手、セイクリッドメイデン）
- 6月22日 - 城崎ひまり（大阪府、タレント・歌手、元放課後プリンセス）
- 6月24日 - デュキ（ アルゼンチン、ラッパー）
- 6月24日 - 花岡なつみ（広島県、歌手）
- 6月24日 - ぷにたん（石川県、歌手、元おやゆびプリンセス）
- 6月24日 - 山邊未夢（千葉県、歌手、東京女子流）
- 6月25日 - 竹友あつき（神奈川県、シンガーソングライター）
- 6月25日 - 遥海（ フィリピン、シンガーソングライター）
- 6月29日 - 森永悠希（大阪府、俳優・歌手、MUSH&Co.）
- 6月30日 - 野田真実（大阪府、歌手、MELLOW MELLOW、元さんみゅ〜）
- 6月30日 - LUHICA（神奈川県、歌手）
- 7月1日 - 諸星麗（千葉県、ミュージシャン）
- 7月3日 - 塩塚モエカ（東京都、歌手、羊文学）
- 7月3日 - MOKA*.（奈良県、ピアニスト・コスプレイヤー）
- 7月5日 - 紡木吏佐（沖縄県、声優・歌手、RAISE A SUILEN）
- 7月6日 - 辻美優（東京都、声優・歌手、elfin'）
- 7月7日 - 天海由梨奈（神奈川県、声優・歌手）
- 7月7日 - Sano ibuki（岐阜県、シンガーソングライター）
- 7月7日 - ユン・チェギョン（ 韓国、歌手、APRIL、元PURETTY）
- 7月9日 - 夏向（千葉県、歌手・タレント、ael-アエル-、元little HOOP）
- 7月9日 - 森岡悠（福岡県、女優・タレント・歌手、元GEM）
- 7月10日 - 山内彰馬（大阪府、歌手、Shout it Outおよびmotherのメンバー）
- 7月11日 - 宮川大聖（東京都、歌手、Only this time）
- 7月12日 - 長谷川万射（静岡県、モデル・歌手）
- 7月13日 - キーリー・マーシャル（ アメリカ合衆国、女優・歌手）
- 7月14日 - 木下綾菜（埼玉県、女優・歌手、元さんみゅ〜）
- 7月16日 - 芹沢南（東京都、歌手・女優、元＃ドルーチュ）
- 7月16日 - 藤井夏恋（大阪府、歌手・ダンサー・モデル、Happiness、E-girlsおよびShuuKaRenの元メンバー）
- 7月16日 - ルーク・ヘミングス（ オーストラリア、シンガーソングライター）
- 7月17日 - 北野日奈子（北海道、歌手・モデル、元乃木坂46）
- 7月17日 - 久遠エリサ（ フィリピン、声優・紙芝居師・歌手）
- 7月17日 - ウォヌ（ 韓国、歌手、SEVENTEEN）
- 7月18日 - 夏川椎菜（千葉県、声優・歌手、TrySail）
- 7月18日 - 望月ひより（埼玉県、歌手、きゅい〜ん'ズ）
- 7月18日 - ヤング・リーン（ スウェーデン、ラッパー、Sad Boys）
- 7月19日 - オ・ハヨン（ 韓国、歌手、Apink）
- 7月19日 - KOHEY（歌手、BUZZ-ER.）
- 7月24日 - リナチックステイト（山梨県、ソロアイドル）
- 7月28日 - 澤田美晴（神奈川県、声優・歌手、8/pLanet!!）
- 7月28日 - ジェル（大阪府、歌手、すとぷり）
- 7月29日 - 飯山裕太（千葉県、俳優・タレント・歌手、B2takes!）
- 7月30日 - 小瀧望（大阪府、歌手・俳優、WEST.）
- 7月30日 - 越野アンナ（神奈川県、歌手、anderlust）
- 8月2日 - 斉藤梨々子（歌手、元ミルクス本物）
- 8月3日 - 諸橋沙夏（福島県、声優・歌手、=LOVE）
- 8月4日 - 倉田瑠夏（大阪府、モデル・女優・タレント・歌手、元アイドリング!!!）
- 8月5日 - チョ・スンヨン（ 韓国、歌手、UNIQ、元X1）
- 8月5日 - 法元明菜（大阪府、声優・歌手）
- 8月6日 - ¥ellow bucks（岐阜県、ラッパー）
- 8月6日 - 石田佳蓮（東京都、タレント・モデル・歌手、元アイドリング!!!）
- 8月6日 - 黒瀬サラ（埼玉県、元歌手、ほわいと☆milkおよび仮面女子・スチームガールズの元メンバー）
- 8月6日 - 琴海りお（山形県、歌手、元レッツポコポコ）
- 8月6日 - 前嶋菜子（千葉県、タレント・女優・モデル・歌手）
- 8月8日 - 那月茜（福井県、歌手・タレント、元幸福のクレイス）
- 8月8日 - 遼花（群馬県、歌手・女優、元キグルミ）
- 8月8日 - 松岡菜摘（福岡県、歌手、元HKT48）
- 8月12日 - 天羽希純（東京都、歌手、元READY TO KISS）
- 8月12日 - 兼丸（東京都、ボーカリスト・ギタリスト、the shes gone）
- 8月16日 - Aiobahn（ 韓国、DJ・音楽プロデューサー）
- 8月16日 - 斉藤朱夏（埼玉県、声優・歌手、Aqours）
- 8月16日 - 吉田朱里（大阪府、歌手・モデル、元NMB48）
- 8月17日 - 伊藤彩沙（京都府、声優・歌手、Poppin'Party）
- 8月19日 - ラウラ・テソーロ（ ベルギー、歌手・女優）
- 8月20日 - 杉野泰誠（滋賀県、ボーカリスト・ギタリスト、climbgrow）
- 8月22日 - 飯野美紗子（長野県、声優・歌手、NOW ON AIR）
- 8月25日 - 渋谷凪咲（大阪府、歌手、NMB48およびてんとうむChu!・AKB48の元メンバー）
- 8月26日 - アストロ（ アメリカ合衆国、ラッパー・俳優）
- 8月26日 - AnJu（東京都、シンガーソングライター）
- 8月28日 - 池松愛理（福岡県、歌手、Good Tears、元Rev. from DVL）
- 8月28日 - キム・セジョン（ 韓国、歌手、gugudan）
- 8月28日 - 鈴木友梨耶（東京都、歌手・女優、元Cheeky Parade）
- 8月29日 - 鎌田菜月（愛知県、歌手、SKE48）
- 8月29日 - 藤本将道（宮城県、俳優・ダンサー、Ai-Route）
- 9月1日 - ゼンデイヤ（ アメリカ合衆国、女優・歌手）
- 9月2日 - 高橋怜也（千葉県、歌手・モデル・俳優）
- 9月2日 - チョン・ソンハ（ 韓国、ギタリスト）
- 9月3日 - ジョイ（ 韓国、歌手、Red Velvet）
- 9月4日 - yuka（神奈川県、歌手、Most Lady Killer）
- 9月5日 - ASCA/大倉明日香（愛知県、歌手）
- 9月8日 - 高木美佑（宮城県、声優・歌手）
- 9月8日 - 唯月ふうか（北海道、歌手・女優、元momonaki）
- 9月9日 - 富田優衣（東京都、歌手・AV女優、僕らは嘘つき）
- 9月10日 - 加納嘉将（歌手、BALLISTIK BOYZ from EXILE TRIBE）
- 9月12日 - 眉村ちあき（東京都、シンガーソングライター）
- 9月13日 - 神戸光歩（兵庫県、声優・歌手、NOW ON AIR）
- 9月13日 - プレイボーイ・カーティ（ アメリカ合衆国、ラッパー）
- 9月14日 - 大森元貴（東京都、歌手、Mrs. GREEN APPLE）
- 9月14日 - ナビ（沖縄県、シンガーソングライター）
- 9月15日 - 古畑奈和（愛知県、歌手、SKE48およびAKB48の元メンバー）
- 9月16日 - 横浜流星（神奈川県、俳優・歌手）
- 9月17日 - 七海ゆあ（和歌山県、元AV女優・元歌手、元原宿☆バンビーナ）
- 9月17日 - ヨンジェ（ 韓国、歌手、GOT7）
- 9月18日 - 萩原うらら（神奈川県、タレント・女優・歌手、元+PlusOver）
- 9月19日 - 兒玉遥（福岡県、歌手・女優、HKT48およびAKB48の元メンバー）
- 9月20日 - 島ゆいか（熊本県、女優・歌手、元可憐Girl's）
- 9月21日 - 鹿目凛（埼玉県、歌手、でんぱ組.inc、元ベボガ!）
- 9月23日 - イ・ハイ（ 韓国、歌手）
- 9月23日 - 松岡侑李/いかさん（歌い手・声優）
- 9月23日 - 松尾太陽（大阪府、歌手・俳優、超特急）
- 9月26日 - 都丸紗也華（群馬県、歌手、元FYT）
- 9月27日 - syudou（音楽プロデューサー・ボカロP）
- 10月 - 式町水晶（神奈川県、ヴァイオリニスト）
- 10月4日 - ほのかりん（神奈川県、モデル・女優・歌手）
- 10月5日 - 重本ことり（徳島県、元歌手・元声優、元Dream5）
- 10月7日 - ルイス・キャパルディ（ イギリス、シンガーソングライター）
- 10月8日 - 佐藤圭輔（岩手県、俳優・声優・歌手、Grab"A"）
- 10月9日 - ウォラニット・ターワンウォン（ タイ、俳優・歌手）
- 10月12日 - 伊藤美来（東京都、声優・歌手、StylipSおよびPyxisのメンバー）
- 10月13日 - 坂本舞菜（神奈川県、元歌手、仮面女子およびアリス十番の元メンバー）
- 10月14日 - 田中美麗（埼玉県、歌手・女優、元SUPER☆GiRLS）
- 10月14日 - 森みはる（兵庫県、歌手・女優、26時のマスカレイド）
- 10月15日 - 堀未央奈（岐阜県、歌手・モデル・女優、元乃木坂46）
- 10月15日 - 宮花もも（埼玉県、歌手、ハニースパイス、元お掃除ユニット川越CLEAR'S）
- 10月16日 - 空野青空（富山県、歌手）
- 10月16日 - 田村響華（和歌山県、声優・歌手、ちく☆たむ）
- 10月17日 - 犬童一憲（愛知県、ボーカリスト、QoN）
- 10月20日 - 三浦透子（北海道、女優・歌手）
- 10月22日 - パタドン・ジャングン（ タイ、俳優・歌手・ダンサー）
- 10月24日 - 門脇佳奈子（大阪府、元タレント・元歌手、元NMB48）
- 10月24日 - こぴ（群馬県、シンガーソングライター）
- 10月26日 - 三浦海里（埼玉県、俳優・タレント・歌手、元ZEN THE HOLLYWOOD）
- 10月27日 - キム・ウソク（ 韓国、歌手、UP10TION、元X1）
- 10月28日 - 新穂純麗（鹿児島県、歌手、未完成リップスパークル、元S☆UTHERN CROSS）
- 10月30日 - エイジ（YouTuber、アバンティーズ、+2019年）
- 10月30日 - 大矢梨華子（滋賀県、歌手・女優・モデル、元ベイビーレイズJAPAN）
- 10月30日 - 佐藤勝利（東京都、歌手・俳優、timelesz）
- 10月30日 - 譜久村聖（東京都、歌手、モーニング娘。）
- 11月1日 - リル・ピープ（ アメリカ合衆国、ラッパー、+2017年）
- 11月1日 - ジョンヨン（ 韓国、歌手、TWICE）
- 11月5日 - 鈴木このみ（大阪府、歌手）
- 11月6日 - 武田有彩（福井県、モデル・タレント・フルート奏者）
- 11月7日 - 岡部麟（茨城県、歌手、元AKB48）
- 11月7日 - 萩谷慧悟（埼玉県、俳優・タレント・歌手、7ORDER）
- 11月7日 - ロード（ ニュージーランド、シンガーソングライター）
- 11月7日 - 雅雀り子（愛知県、舞踊家・振付師・モデル、ZOC）
- 11月9日 - モモ（京都府、歌手、TWICE）
- 11月10日 - 夏目あおい（東京都、女優・モデル・歌手、Go!Go!ぱわふる学園）
- 11月11日 - 安倍川緑（東京都、元モデル・元歌手、元フルーツ）
- 11月11日 - 菅なな子（愛知県、元歌手、元SKE48）
- 11月12日 - 社本悠（愛知県、声優・歌手、8/pLanet!!）
- 11月13日 - 東李苑（北海道、タレント・女優・元歌手、元SKE48）
- 11月14日 - 新木さくら（福岡県、タレント・歌手、LinQ）
- 11月14日 - 植田ひかる（茨城県、声優・歌手、Le☆S☆Ca）
- 11月16日 - 佐藤詩織（東京都、歌手、元欅坂46）
- 11月16日 - 田中音緒（東京都、声優・歌手）
- 11月18日 - 小川紗季（埼玉県、元歌手、元スマイレージ）
- 11月20日 - 一条貫太（千葉県、演歌歌手）
- 11月21日 - 山岸万里菜（東京都、女優・タレント・歌手、元お掃除ユニットCLEAR'S）
- 11月22日 - ウジ（ 韓国、歌手、SEVENTEEN）
- 11月23日 - 須藤凜々花（東京都、元歌手・元タレント、元NMB48）
- 11月26日 - 井之上史織（千葉県、モデル・女優・タレント・歌手、元おはガールメープル）
- 11月26日 - 高見奈央（三重県、歌手・女優・モデル、元ベイビーレイズJAPAN）
- 11月26日 - ルアンヌ・エメラ（ フランス、歌手）
- 11月29日 - シイナナルミ（神奈川県、歌手・YouTuber）
- 12月1日 - ゾーイ（ オーストリア、歌手・女優）
- 12月5日 - 小森ゆきの（千葉県、元歌手、元Doll☆Elements）
- 12月5日 - 鶴見萌（東京都、歌手、虹のコンキスタドール）
- 12月5日 - 柳原かなこ（新潟県、声優・歌手）
- 12月6日 - こんどうゆみか（愛知県、ギタリスト、名古屋ギター女子部）
- 12月6日 - ステファニー・スコット（ アメリカ合衆国、女優・歌手）
- 12月6日 - 三好爽（大阪府、歌手・女優・タレント、爽 with LiL★A）
- 12月9日 - 小日向麻衣（歌手、dropおよびナナランドの元メンバー）
- 12月10日 - カン・ダニエル（ 韓国、歌手、元Wanna One）
- 12月11日 - ヘイリー・スタインフェルド（ アメリカ合衆国、女優・歌手）
- 12月12日 - 美山加恋 (東京都、女優・声優・歌手、BEST FRIENDS!)
- 12月16日 - 筒井将生（大分県、シンガーソングライター）
- 12月16日 - 真山りか（東京都、歌手、私立恵比寿中学）
- 12月17日 - 岩橋玄樹（東京都、歌手・俳優、元King & Prince）
- 12月17日 - クングス（ フランス、DJ・音楽プロデューサー）
- 12月19日 - 安藤誠明（福岡県、歌手、ORβIT）
- 12月20日 - 片瀬美月（奈良県、タレント・歌手、元東京イルミナティ）
- 12月21日 - しゃけみー（歌い手）
- 12月21日 - 真楪伶（ 台湾、歌手、AKB48）
- 12月24日 - 野津山幸宏（大阪府、声優・歌手、Fling Posse）
- 12月24日 - 桃乃木かな（東京都、AV女優・歌手）
- 12月26日 - 松井愛莉（福島県、モデル・女優・歌手、元さくら学院）
- 12月26日 - 水希蒼（東京都、元歌手、放課後プリンセスおよびA応Pの元メンバー）
- 12月27日 - なでしこ（東京都、歌手、ヤなことそっとミュート）
- 12月28日 - 藤田奈那（東京都、女優・歌手、元AKB48）
- 12月28日 - 吉本実憂（福岡県、歌手・女優・タレント、元X21）
- 12月29日 - サナ（大阪府、歌手、TWICE）
- 12月29日 - 村田寛奈（兵庫県、歌手、9nine）
- 12月30日 - TANAKA ALICE（東京都、歌手）
- 12月31日 - 太田里織菜（岐阜県、歌手、愛乙女☆DOLL、元NMB48）
- 12月31日 - 小俣凌雅（北海道、声優・歌手）
- 12月31日 - 高嶋菜七（兵庫県、歌手・女優、東京パフォーマンスドール）

## 死去
出身地または国籍が日本である人物の「国名表記は省略」。
- 1月4日 - ラモン・ヴィナイ（ チリ、オペラ歌手、*1912年）
- 1月5日 - ダニー・ホワイト（ アメリカ合衆国、ニューオーリンズのR&B歌手、*1931年）
- 1月5日 - リチャード・ヴァーサル（ アメリカ合衆国、オペラ歌手、*1932年）
- 1月6日 - キム・グァンソク（ 韓国、歌手、*1964年）
- 1月8日 - 三橋美智也（北海道、歌手、*1930年）
- 1月15日 - レス・バクスター（ アメリカ合衆国、作曲家、*1922年）
- 1月20日 - ジェリー・マリガン（ アメリカ合衆国、ジャズミュージシャン、*1927年）
- 1月21日 - 横山やすし（大阪府、漫才師・タレント、*1944年）
- 1月22日 - 多忠修（東京都、ジャズミュージシャン、*1913年）
- 1月23日 - 織井茂子（東京都、歌手、*1926年）
- 1月25日 - ジョナサン・ラーソン（ アメリカ合衆国、作曲家、*1960年）
- 2月2日 - ジーン・ケリー（ アメリカ合衆国、俳優・ダンサー・歌手、*1912年）
- 2月3日 - ボリス・チャイコフスキー（ ロシア、作曲家、*1925年）
- 2月5日 - ジャナンドレア・ガヴァッツェーニ（ イタリア、指揮者、*1909年）
- 2月20日 - 武満徹（東京都、作曲家、*1930年）
- 2月21日 - モートン・グールド（ アメリカ合衆国、ピアニスト・指揮者、*1913年）
- 2月23日 - 杵屋勝東治（東京都、長唄三味線方、*1909年）
- 2月26日 - 田中希代子（東京都、ピアニスト、*1932年）
- 2月26日 - ミェチスワフ・ヴァインベルク（ ロシア、作曲家、*1919年）
- 3月1日 - 荒谷正雄（北海道、指揮者・ヴァイオリニスト、*1914年）
- 3月11日 - ヴィンス・エドワーズ（ アメリカ合衆国、俳優・演出家・歌手、*1928年）
- 3月14日 - 王洛賓（ 中国、作曲家、*1913年）
- 3月22日 - ヴァーツラフ・ネリベル（ チェコ→ アメリカ合衆国、作曲家、*1919年）
- 4月8日 - フリート・ヴァルター（ ドイツ、作曲家、*1907年）
- 4月21日 - アルチェオ・ガリエラ（ イタリア、指揮者、*1910年）
- 4月25日 - ラファエル・オロスコ（ スペイン、ピアニスト、*1946年）
- 5月12日 - ホーマー・ケラー（ アメリカ合衆国、作曲家、*1915年）
- 5月18日 - ケヴィン・ギルバート（ アメリカ合衆国、ミュージシャン、*1966年）
- 5月25日 - 古賀さと子（東京都、歌手・女優、*1940年）
- 5月25日 - バルネ・ウィラン（ フランス、ジャズミュージシャン、*1937年）
- 6月1日 - ドン・グロルニック（ アメリカ合衆国、ピアニスト、*1947年）
- 6月3日 - フェルディナント・ライトナー（ ドイツ、指揮者、*1912年）
- 6月5日 - アンネ＝マリーエ・オルベック（ ノルウェー、作曲家、*1911年）
- 6月6日 - 小林重四郎（神奈川県、俳優・歌手、*1909年）
- 6月7日 - ウルリヒ・コッホ（ ドイツ、ヴィオラ奏者、*1921年）
- 6月10日 - フランキー堺（鹿児島県、コメディアン・俳優・ジャズドラマー、*1929年）
- 6月15日 - エラ・フィッツジェラルド（ アメリカ合衆国、ジャズ歌手、*1917年）
- 6月22日 - 小松雄一郎（京都府、音楽学者、*1907年）
- 6月26日 - ハインリヒ・ゴイザー（ ドイツ、クラリネット奏者、*1910年）
- 6月30日 - ジェフ・マース（ ベルギー、作曲家、*1905年）
- 7月5日 - 木村好夫（東京都、ギタリスト、*1934年）
- 7月11日 - 久慈あさみ（東京府、女優・歌手、*1922年）
- 7月12日 - ゴットフリート・フォン・アイネム（ オーストリア、作曲家、*1918年）
- 7月12日 - 安川加壽子（兵庫県、ピアニスト、*1922年）
- 7月22日 - ロブ・コリンズ（ イギリス、キーボーディスト、ザ・シャーラタンズ、*1963年）
- 7月28日 - 桂三千夫（栃木県、元歌手・声優、*1913年）
- 8月4日 - 渥美清（東京府、俳優・歌手、*1928年）
- 8月11日 - ラファエル・クーベリック（ チェコ、指揮者、*1914年）
- 8月11日 - メル・テイラー（ アメリカ合衆国、ドラマー（ザ・ベンチャーズ）、*1933年）
- 8月13日 - デイヴィッド・チューダー（ アメリカ合衆国、ピアニスト、*1926年）
- 8月14日 - セルジュ・チェリビダッケ（ ルーマニア、指揮者、*1912年）
- 8月17日 - 秋山邦晴（東京都、音楽評論家・音楽プロデューサー、*1929年）
- 8月22日 - 石桁真礼生（和歌山県、作曲家、*1916年）
- 8月23日 - ユリアーン・アンドリーセン（ オランダ、作曲家、*1925年）
- 9月1日 - ヴァン・ホルンボー（ デンマーク、作曲家、*1909年）
- 9月6日 - エレーナ・ギレリス（ ソビエト連邦、ピアニスト、*1948年）
- 9月7日 - ニッコロ・カスティリオーニ（ イタリア、作曲家、*1932年）
- 9月12日 - エレアザール・デ・カルヴァーリョ（ ブラジル、指揮者、*1912年）
- 9月13日 - 2パック（ アメリカ合衆国、ラップミュージシャン、*1971年）
- 10月2日 - ヨーナス・コッコネン（ フィンランド、作曲家、*1921年）
- 10月6日 - 若原春江（東京府、女優・歌手、*1919年）
- 10月17日 - ベルトルト・ゴルトシュミット（ ドイツ、作曲家、*1903年）
- 10月21日 - フランク・エリクソン（ アメリカ合衆国、作曲家、*1923年）
- 10月29日 - エウゲン・カップ（ エストニア、作曲家、*1908年）
- 11月2日 - エヴァ・キャシディ（ アメリカ合衆国、歌手・ギタリスト、*1963年）
- 11月5日 - 安田伸（東京都、サックス奏者・コメディアン・俳優、ハナ肇とクレージーキャッツ、*1932年）
- 11月18日 - 井上頼豊（チェリスト、*1912年）
- 11月19日 - 松島詩子（山口県、歌手、*1905年）
- 11月23日 - アート・ポーター・ジュニア（ アメリカ合衆国、ジャズ・サックス奏者、*1961年）
- 12月15日 - トリスタン・ケウリス（ オランダ、作曲家、*1946年）
- 12月18日 - アーヴィング・シーザー（ アメリカ合衆国、作詞家・作曲家、*1895年）
- 12月25日 - アウグスト・ヴェンツィンガー（ スイス、指揮者、*1905年）

月日不明
- 伊部晴美（東京都、ギタリスト、*1933年）
- クラウディア・キャシディ（ アメリカ合衆国、音楽・演劇批評家、*1899年）